# Passoa
Passoã ist eine Likörmarke des französischen Spirituosenherstellers Rémy Cointreau. Der ursprüngliche Passoã wird aus Passionsfruchtsaft sowie Frucht- und Kräuterextrakten hergestellt und hat 17 % Vol. Inzwischen gibt es auch weitere Geschmacksrichtungen (Mango, Ananas, Kokosnuss), die ebenfalls in der charakteristischen schwarzen Flasche angeboten werden.

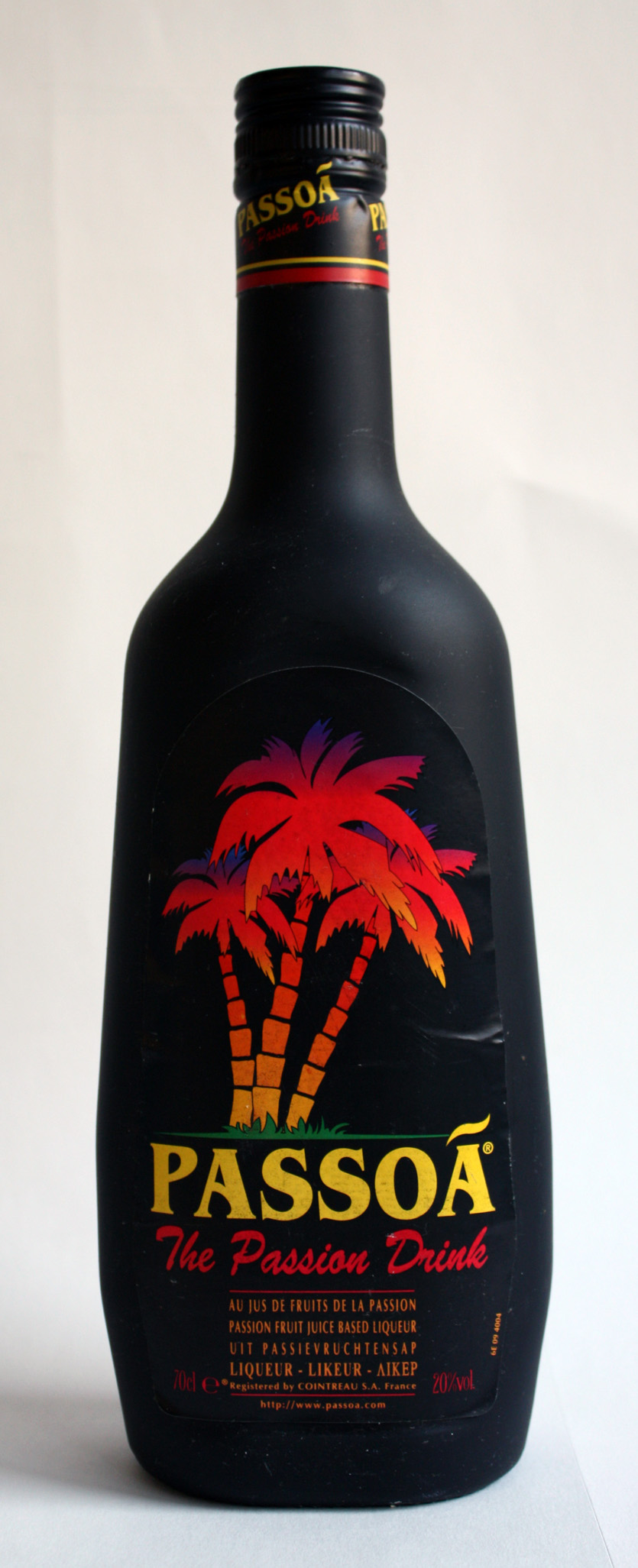
Eine Flasche Passoã

Der Passionsfruchtlikör Passoã wurde 1986 von Cointreau S.A. (heute Rémy Cointreau) bewusst als fruchtiger Likör mit geringem Alkoholgehalt entwickelt, um modernen Trinkgewohnheiten besser zu entsprechen. Es folgte die Geschmacksrichtung Passoã Mango sowie 2007 die Sorten Passoã Pineapple (Ananas) und Passoã Coco (Kokosnuss). Nach Unternehmensangaben trug Passoã im Geschäftsjahr 2006/2007 mit 10 % zum Umsatz der Likörsparte insgesamt bei.
Passoã wird pur genossen, harmoniert aber auch in tropischen Cocktails mit Spirituosen und Fruchtsäften. Eine Online-Umfrage unter jungen Schweizern ergab, dass Passoã bei Frauen beliebter ist und eher von dieser Gruppe (31 %) als von Männern (17 %) „häufig oder immer“ zum Selbstmixen verwendet wird.